# Velodromo Fassa Bortolo
Das Velodromo Fassa Bortolo ist eine Hallenradrennbahn im norditalienischen Montichiari bei Brescia. Das Velodromo ist die einzige komplett überdachte Bahn in Italien.
Die Radrennbahn wurde 2009 eröffnet; sie ist 250 Meter lang und aus Kiefernholz. Schon mehrfach fanden dort internationale Wettbewerbe statt, so 2010 die UCI-Bahn-Weltmeisterschaften der Junioren und 2011 und 2016 die UCI-Paracycling-Bahnweltmeisterschaften. Zudem wurden in Montichiari die UEC-Masters-Bahn-Europameisterschaften 2011 sowie die UEC-Derny-Europameisterschaft 2011, 2012 und 2013 ausgetragen. 2016 fanden in Montichiari die UEC-Bahn-Europameisterschaften der Junioren/U23 statt.
Benannt ist die Radrennbahn nach der Baustofffirma Fassa Bortolo, die auch Radsportteams im Straßenradsport unterstützte und unterstützt, so das ehemalige Männerteam Fassa Bortolo und das Frauenradsportteam Fassa Bortolo-Servetto.
Im Juli 2018 wurde die Bahn gesperrt, da Wasser durch das Dach sickerte und der Brandschutz nicht gesichert war. Die in Montichiari geplanten UEC-Bahn-Europameisterschaften der Junioren/U23 2018 mussten kurzfristig abgesagt und in das World Cycling Centre im schweizerischen Aigle verlegt werden. Anschließend wurde die Bahn lediglich für das Training der Nationalmannschaft freigegeben, da sich höchstens 50 Personen gleichzeitig in dem Gebäude aufhalten durften. Im Oktober 2019 nahm die italienische Nationalmannschaft nach Beendigung der Renovierungsarbeiten wieder das Training in normalem Umfang im Velodrom auf. Für Vereinssportler und Veranstaltungen blieb die Halle weiterhin gesperrt.